# Stéphane Séjourné
Stéphane Séjourné (Versailles, 26 marzo 1985) è un politico francese, Vicepresidente esecutivo della Commissione europea e Commissario europeo per l'industria, l'imprenditoria, le piccole e medie imprese e il mercato unico nella Commissione von der Leyen II dal 1° dicembre 2024. In precedenza, Séjourné è stato ministro dell'Europa e degli affari esteri nel governo Attal dall'11 gennaio al 21 settembre 2024. Dal 2019 al 2024 è stato europarlamentare all'interno del gruppo Renew Europe e a partire dal 17 settembre 2022 ricopre la carica di segretario generale del partito politico Renaissance.

## Biografia
Figlio di espatriati, il padre era dipendente di France Télécom la madre centralinista, ha vissuto in diverse città del mondo, dapprima a Madrid e poi a Buenos Aires, dove ha conseguito il diploma di maturità. Era in Argentina proprio quando, nel 2001, il paese sprofondò in una crisi senza precedenti, motivo per il quale ha deciso di dedicarsi all'impegno politico. Si è quindi iscritto al Partito Socialista, poiché secondo lui era l'unico partito con una struttura internazionale. Torna perciò in Francia per studiare legge presso la medesima facoltà all'Università di Poitiers.
Militante all'interno dell'UNEF e del Mouvement des jeunes socialistes, ha partecipato al blocco dell'Università di Poitiers e all'occupazione dei locali MEDEF (Movimento des entreprises de France) nel 2006, durante il movimento sociale contro il contrat première embauche. Lì, insieme ad altri politici colleghi di partito, fonda la cosiddetta banda di Poitiers e l'asse del giovane ramo di Dominique Strauss-Kahn.
Dal luglio 2007 al settembre 2009 è stato assistente parlamentare. Nel 2011 ha sostenuto Strauss-Kahn in vista delle elezioni presidenziali del 2012 fino allo scandalo a sfondo sessuale che lo ha visto coinvolto nel mese di maggio dello stesso anno. È stato poi consigliere di Jean-Paul Huchon, presidente socialista del consiglio regionale dell'Île-de-France, dal 2012 al 2014.
Nell'ottobre del 2014 diventa consigliere ministeriale incaricato dei rapporti con i funzionari eletti dell'allora ministro dell'economia Emmanuel Macron.
Nel giugno 2015, insieme ai colleghi di Poitiers, ha fondato il gruppo giovanile Jeunes avec Macron, nato per sponsorizzare il futuro partito del ministro La République En Marche! alle successive elezioni presidenziali. Dopo l'elezione di Macron a presidente della Francia, è stato nominato consigliere politico della presidenza.
Nel dicembre 2018 ha lasciato il Palazzo dell'Eliseo per diventare responsabile della campagna per la lista di En Marche! per le elezioni europee, dove è stato eletto all'interno del gruppo politico Renew Europe al Parlamento europeo, rivestendo il ruolo di membro della commissione giuridica e membro supplente della commissione per i problemi economici.
Il 19 ottobre 2021 è stato nominato capogruppo di Renew Europe al Parlamento europeo in sostituzione del dimissionario Dacian Cioloș.
Il 17 settembre 2022, al congresso annuale de La République En Marche!, viene eletto segretario generale del partito, succedendo a Stanislas Guerini, divenuto ministro. Allo stesso congresso il partito prende ufficialmente il nome di Renaissance e si è fuso con Agir e Territoires de progrès.
L'11 gennaio 2024, con la nomina del suo ex marito Gabriel Attal a primo ministro, è stato indicato come nuovo ministro dell'Europa e degli affari esteri, divenendo così, all'età di 38 anni, il più giovane ministro a ricoprire questa carica nella storia della Quinta Repubblica. Ha mantenuto l'incarico sino al 21 settembre 2024, quando a Quai d'Orsay si è insediato Jean-Noël Barrot del nuovo Governo Barnier.
A settembre viene designato come commissario europeo per l'industria e l'imprenditoria nella commissione von der Leyen II, dopo le dimissioni di Thierry Breton.

## Vita privata
Séjourné si è unito civilmente a Gabriel Attal nel 2017. A gennaio 2024 la stampa francese annuncia la loro separazione, avvenuta l'anno prima.